# Per Broman (militär)
Per Magnus Bertrand Broman, född 30 april 1920 i Sundsvalls församling i Västernorrlands län, död 15 augusti 2009 i Norrtälje-Malsta församling i Stockholms län, var en svensk militär.

## Biografi
Broman avlade studentexamen i Sundsvall 1940. Han avlade sjöofficersexamen vid Kungliga Sjökrigsskolan 1943 och utnämndes samma år till fänrik i flottan, varefter han befordrades till löjtnant 1945. Han var därefter kadettofficer och lärare vid Sjökrigsskolan samt gick Stabskursen och Artillerikursen vid Kungliga Sjökrigshögskolan. År 1951 befordrades han till kapten, varefter han var adjutant åt chefen för marinen från 1951 samt tjänstgjorde vid Marinstaben 1954–1956, vid Marinförvaltningen 1956–1957 och som assistent vid Marinstaben 1958–1959. Han var biträdande lärare vid Kungliga Sjökrigshögskolan 1958–1962 och utbildade sig i Storbritannien 1959–1960. År 1960 befordrades han till kommendörkapten av andra graden, varefter han tjänstgjorde vid Marinförvaltningen 1960–1970: först vid Robotkontoret och därefter som chef för Ammunitionssektionen i Artilleribyrån i Vapenavdelningen 1962–1963 samt efter befordran till kommendörkapten av första graden 1963 som chef för Robotsektionen i Vapenavdelningen vid Marinförvaltningen 1963–1970. Han befordrades till kommendör 1970 och var chef för Tekniska förvaltningen vid Västkustens örlogsbas 1970–1980.
Per Broman invaldes 1961 som ledamot av Kungliga Örlogsmannasällskapet.